# Triple H (摔角手)
（1969年7月27日—），本名保羅·麥可·李維斯克（英語：Paul Michael Levesque），是美國商業主管、演員和退休的職業摔角選手，以擂台名稱「Triple H」為人所知。近年來也开始涉足電影圈的演出活动。他目前擔任世界摔角娛樂的人才關係執行副總裁和創意主管（COO）。他也是NXT品牌的執行製作人。
他廣為人知的擂台名Triple H是由他早年使用的擂台名Hunter Hearst Helmsley（中文：獵人赫斯特·赫爾姆斯利）縮寫而成。
TripleH在1993年於世界冠軍摔角 （WCW）出道，使用的擂台為Terra Ryzing，不久後改為Jean-Paul Lévesque。他於1995年加入世界摔角娛樂（WWE），使用的擂台名為Hunter Hearst Helmsley。隨後他將擂台名縮寫為TripleH，並且加入了世界摔角娛樂史上最成功的組合——D-Generation X （DX）。在D-Generation X解散後，他被捧上了主要角色的地位，贏得了數次個人冠軍腰帶。隨著節目劇情發展，TripleH娶了總裁文斯·麥馬漢的女兒史蒂芬妮·麥馬漢，但之後在現實生活中真的娶了她。
2003年，TripleH成立了名為進化論的隊伍。2006年及2009年與尚恩·麥可（Shawn Michaels）重組了D-Generation X，2010年隨著尚恩·麥可退休，該團體也正式宣告解散。
除了在摔角上的演出以外，TripleH也參與過多部電影與有線電視節目的演出。
在2016年的Royal Rumble傷後回歸，成功淘汰羅曼·瑞恩斯並拿下WWE世界重量級冠軍，成為個人第9次的世界重量級冠軍王者，但在摔角狂熱上輸給了羅曼·瑞恩斯讓出了冠軍腰帶。2025年入选WWE名人堂。

## 職業生涯

### 早年發展
保羅·李維斯克出生於纳舒厄，他從小就是個職業摔角迷，而他最喜愛的摔角明星是瑞克·福萊爾。他從14歲就開始健身，1987年高中畢業後就在當地健身房擔任教練，並以經紀人身分展露頭角。他參加過數場健身比賽。
1988年，李維斯克19歲時，他當選了業餘健身比賽青少年組Mr.新罕布夏州先生，這時他遇到了Ted Arcidi，也開始認真的考慮成為一位職業摔角手。
1992年，李維斯克在Ted Arcidi的建議下，進入了殺人魔科沃斯基的摔角訓練學校，因為獨立摔角聯盟Independent Wrestling Federation (IWF)與科沃斯基的角訓練學校的合作關係，李維斯克成為了IWF的成員之一。他在IWF使用原始人造型與Terra Ryzing的擂台名出道，半年後就獲得該聯盟的重量級冠軍。

### 世界冠軍摔角聯盟時期
1994年初，李維斯克與世界冠軍摔角簽了一紙一年的短約，他第一次於電視表現賽出賽時，扮演了反派的角色，並且擊敗了Brian Armstrong。從這個時期起，他開始使用他的招牌終結技Pedigree。
此時他仍延用IWF時期的擂台名Terra Ryzing直到1994年中，才改名為Jean-Paul Lévesque並和英國貴族Lord Steven Regal（現在的William Regal）組成搭檔，開始闖出名堂。Jean-Paul Lévesque的角色設定為沒落的法國貴族末裔，滿嘴法國腔，構想是來自於他的本名法國姓氏「李維斯克」，但是他並不會說法語。
李維斯克曾短暫的在劇情中對抗Alex Wright之後就以與Lord Steven Regal組隊，WCW本來是想安排他們走向WCW雙打冠軍路線，但李維斯克想單獨成為一線角色，此提案遭WCW高層否決後李維斯克即轉投WWF（現在的WWE）。

### 世界摔角娛樂時期

#### 康乃狄克州貴族 (1995–1997)
1995年李維斯克加入WWF後，改用Hunter Hearst Helmsley這個擂台名，角色設定成一名溫文儒雅的康乃狄克州貴族，並於出道前在節目中暢談如何使用優雅的禮儀，直到4月30日，他參加了在WWF的正式出道戰。

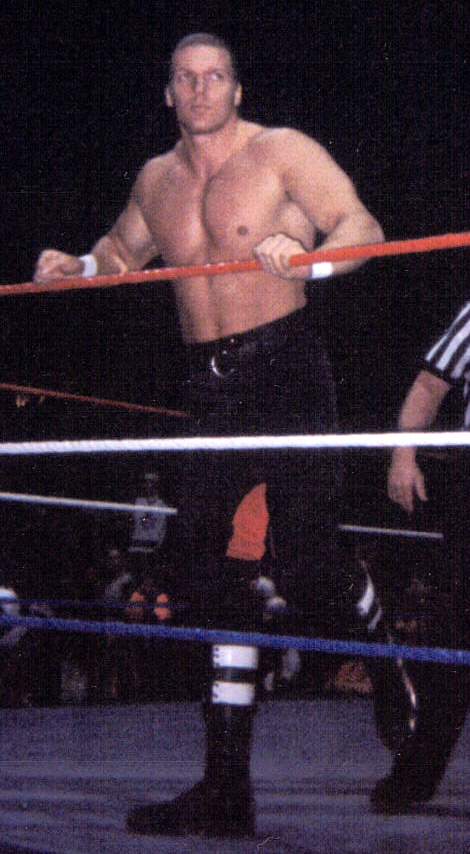
Hunter Hearst Helmsley出道時的造型

因為1993年時Hulk Hogan帶著大批摔角名星轉投WCW，使得原氣大傷的WWF迫切的需要提拔新生代明星，WWF總裁文斯·麥馬漢決定大膽的採用新人，Triple H就在這種情況下與尚恩·麥可、Stone Cold Steve Austin、巨石強森等人一起被力捧。僅管如此，他的角色在出道戰後並不受到觀眾喜愛，他當時與扮演阿拉巴馬州養豬農家的Henry O Godwin展開抗爭劇情。甚至演出在比賽中還被潑豬飼料、在會場內設置的豬圈裡進行比賽等完全無法與現在的身分做聯想的表演。在當年的皇家大戰中他雖然也有出場，但是也輕易的就被淘汰了。
之後Triple H改變形象，開始於每週的電視秀上帶著不同的女伴出場，在第12屆摔角狂熱時，他帶著Rena Mero一起參賽。在比賽中他輸給了Ultimate Warrior，因此在劇情上遷怒於Rena Mero，讓另一位名叫Marc Mero的新角色登場拯救Rena Mero，隨後Triple H就展開了與Marc Mero抗爭的劇情。不久後完美先生Curt Hennig成為他的經紀人。

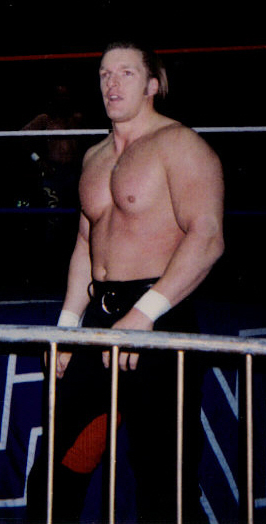
Hunter Hearst Helmsley早期比賽的樣子(1996年)

1996年5月28日，Triple H在WWF Superstars節目上與Marty Garner對戰。當Triple H準備使出終結技Pedigree時，Marty Garner誤以為Triple H要使用的是鎖雙臂後拋摔（double underhook suplex），因而做出了錯誤的受身動作：跳了起來，導致Marty Garner以垂直角度頭部著地，造成頸部受傷。事後Marty Garner對WWF提出告訴，最後雙方庭外和解，這個事件也在The Montel Williams Show這個脫口秀中被討論過。
差不多在這個時期，Triple H在後台與尚恩·麥可、Kevin Nash、Sean Waltman、Scott Hall的友好關係，開始被人們稱呼他們為The Kliq。這個只出現在後台的團體日後地位益發重要，甚至可以影響總裁文斯·麥馬漢的決定，或是參與劇情的編寫。
1996年他原本被內定奪得擂台之王 （King of the Ring）的頭銜，但是因為The Kliq在麥迪遜廣場花園發生了著名的「Kliq謝幕事件」，導致了WWF高層不滿，因此被拔除了爭取擂台之王的資格，最後由Stone Cold Steve Austin奪得該年擂台之王頭銜。
雖然「Kliq謝幕事件」讓Triple H遭到懲罰，但是WWE還是讓他於1996年10月打敗Marc Mero，拿下了他在WWE生涯中的第一個冠軍頭銜——WWE洲際冠軍。
但此時他的經紀人完美先生Curt Hennig離開了WWF，一般的說法是Triple H贏得洲際杯冠軍後就棄Curt Hennig於不顧。他保持了洲際杯冠軍頭銜約4個月後，在1997年2月13日敗給了Rocky Maivia。這時劇情設定了Mr. Hughes成為Triple H的保鑣，但只維持了很短暫的時間。失去冠軍腰帶後，他展開了與Goldust抗爭的劇情，最後Triple H在第13屆摔角狂熱上打敗Goldust，結束了這段抗爭，而Chyna也是在這段抗爭劇情中以Triple H的保鑣身份出道。

#### D-Generation X (1997–1999)
之後WWF仍然力捧Triple H，他在1997年的擂台之王賽事的決賽中打敗了Mankind，奪下擂台之王稱號。
因為1996年時Hulk Hogan在WCW成立了New World Order (nWo)聲勢高漲，1997年WWF也讓新生代的摔角名星們組成一個隊伍與之抗衡，於是尚恩·麥可、Triple H、 Chyna、Rick Rude組成了D-Generation X(DX)，WWF史上最成功的團隊就此誕生了。這個團體最著名的就是他們傷風敗俗的挑釁動作"Suck It!"。從這時起，Triple H完全脫離了他原本的溫文儒雅的貴族角色，他也在這時期把他的擂台名由Hunter Hearst Helmsley縮寫成HHH。此時DX正與Hart Foundation團隊對抗，Triple H槓上了Owen Hart，兩人的抗爭在第14屆摔角狂熱賽事上達到高潮，雖然根據兩人事前簽署的契約，讓Chyna被保安官Sgt. Slaughter用手銬給銬了起來，但是Chyna仍找到了空隙，朝Sgt. Slaughter的眼睛裡扔了粉末，並趁著Sgt. Slaughter暫時看不見時干擾了比賽，幫助Triple H打敗Owen Hart並奪下了WWF歐洲冠軍腰帶。
第14屆摔角狂熱結束後，尚恩·麥可因為腰傷復發，暫時退出幕前，Triple H因此接掌了DX的領隊。他開始找來第二代DX的成員，像是X-Pac、New Age Outlaws都是此時加入DX的。這時DX開始跟Nation of Domination團隊抗爭，Triple H也對上了Nation of Domination的領隊The Rock，最後Triple H在1998年的夏日衝擊大賽裡與The Rock進行鐵梯戰，Triple H獲勝並奪下了洲際杯冠軍腰帶，但是因為膝蓋受傷，他只短暫的保有這個冠軍頭銜。之後兩人的抗爭依舊持續，DX團隊開始與以The Rock為首的公司幫抗衡。當The Rock於1998年的強者生存賽事中贏得WWE冠軍頭銜後，Triple H隨後也拿下了挑戰這個冠軍頭銜的權利。兩人在1999年1月25日進行了投降戰（"I Quit" match），但最後Triple H被迫投降輸掉比賽，因為在場邊的Chyna被肯恩以終結技喉掄落舉起，如果Triple H不投降，Chyna就會被終結。但是賽後Chyna背叛了Triple H，攻擊了他並且退出DX，加入公司幫。
接著在第15屆的摔角狂熱上，Triple H藉由Chyna的幫助打敗了肯恩，表面上看起來好像Chyna又加入了DX，但是當天稍晚當辛恩·麥馬漢對上X-Pac時，Triple H卻偷襲了X-Pac讓辛恩保住了歐洲冠軍腰帶，隨後Triple H宣佈加入公司幫。Triple H轉為反派後，造型也有了改變，他換了新的摔角短褲，頭髮也剪短了。之後他嘗試爭奪冠軍頭銜，在1999年的夏日衝擊上，Triple H、Mankind、跟當時的WWF冠軍Stone Cold Steve Austin進行了一場三人對戰，並請來Jesse Ventura當特別裁判，結果由Mankind成功壓制Steve Austin獲得冠軍腰帶，但是隔天8月23日的Raw節目上，Triple H就打敗了Mankind，第一次拿下了WWF冠軍頭銜。
之後Triple H開始和WWF董事長文斯·麥馬漢作對，還故意在1999年9月16日的SmackDown!節目上輸給文斯，讓文斯奪走WWF冠軍腰帶，導致文斯必須打冠軍防衛戰並被其他摔角選手修理。之後他在1999年殺無赦大賽裡的6人亂戰中打敗其他對手（Davey Boy Smith、Big Show、Kane、The Rock、Mankind）奪回WWF冠軍腰帶。在之後的1999年完全終結大賽上，他成功的擊敗了Stone Cold Steve Austin保衛了冠軍頭銜，但是在同年11月4日的強者生存賽事輸給了Big Show並失去腰帶。
隨著劇情發展，Triple H魅惑了文斯·麥馬漢的女兒史蒂芬妮·麥馬漢。1999年11月29日，Triple H強娶了史蒂芬妮（現實生活中兩人於2003年10月25日才正式結婚）加深與文斯的仇恨，而完全支配WWF的「邪惡夫妻檔」也就此誕生。

#### 邪惡夫妻檔時代 (2000–2001)

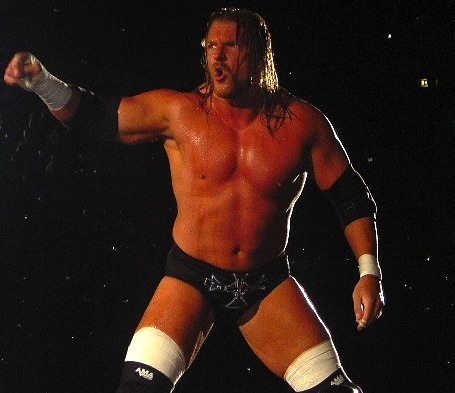
Triple H對觀眾做出手勢

2000年1月，在3度獲得WWF冠軍後，Triple H給自己策封了一個外號「The Game」，意指他是摔角界最頂尖的人物，同時Jim Ross也給了他一個綽號「聰敏的暗殺者」（Cerebral Assassin）。同時他與史蒂芬妮也開始控制WWF長達17個月。
早在1999年Mankind（米克·佛利的擂台角色之一）在夏日衝擊大賽中奪得WWF冠軍腰帶，卻在第二天被Triple H搶走起，兩人就開始了長期抗爭的劇情，Mankind甚至化身成擁有更暴力人格的仙人掌傑克來對抗Triple H。2000年皇家大賽上，Triple H與仙人掌傑克打了一場街頭格鬥（硬蕊賽），仙人掌傑克使用纏繞著有刺鐵絲網木棒、圖釘、襪子等武器攻擊Triple H，兩人進行了十分慘烈的比賽，最後Triple H在灑滿圖釘的地面上對仙人掌傑克使出終結技Pedigree才獲得勝利，但米克·佛利不服，再度提出挑戰並揚言如果輸了就退休。於是2000年2月，他與化身成仙人掌傑克的米克·佛利在無路可逃大賽上又進行了一場地獄鐵籠戰，最後Triple H獲勝，並依照賽前的約定逼迫米克退休，米克因此引退了4年。Triple H在2000年摔角狂熱的壓軸戰中，一口氣擊退The Rock、米克·佛利（退休狀態，但臨時被史蒂芬妮找來當打手）、Big Show與當上WWF女子冠軍的史蒂芬妮等四名對手，成功防衛冠軍，之後也與The Rock、老婆的『偷情對象』Kurt Angle展開圍繞著WWF冠軍的激烈抗爭，在2000年的爆裂震撼大賽上他敗給了The Rock，三週後他在末日審判賽事上進行鐵人戰，再度贏得頭銜，卻又在2000年的擂台之王大賽上再次輸給The Rock。之後Triple H開始另一段與Chris Jericho的抗爭，兩人在2000年的Fully Loaded大賽上打了一場Last Man Standing match。
之後Triple H與Steve Austin槓上，Triple H在1999年的強者生存賽事上夥同Rikishi重創了Steve Austin，使得Steve Austin要退出摔角一年（但事實上是Steve Austin的頸部舊傷復發需要開刀治療）。兩人在2000年的強者生存賽事上再次碰頭，Triple H雖然又想惡整Steve Austin，但是卻反被將一軍，原本Triple H想引誘Steve Austin進入停車場並偷襲，但是最後Steve Austin把Triple H關在車子裡，再開著起重機把Triple H連車帶人舉到10呎的高度再重重摔下，這段抗爭一直延伸到2001年一場名留青史的大戰Three Stages of Hell才停止。
2000年時因為Triple H楊言：「WWF 中還沒有我不能擊敗的人」，引發送葬者的挑戰，兩人在2001年的摔角狂熱上對決，Triple H被送葬者擊敗。之後他與舊敵Steve Austin組成The Power Trip的雙打搭擋，成功的拿下了WWF雙打冠軍以及兩次歐洲冠軍。
2001年5月21日，在Raw節目上，Triple H與Steve Austin的雙打組合面對了Chris Jericho與克里斯·班瓦的挑戰，比賽中當Steve Austin被Chris Jericho使出終結技Walls of Jericho時，Triple H衝進場中救援，但這時他嚴重的傷到了他的四頭肌，事後檢查時發現他的四頭肌被完全扯離骨頭了。儘管處於腿部完全無法施力的情況，Triple H仍然敬業的完成了整場比賽，甚至在剩下的比賽中還讓Chris Jericho對他使出終結技，即Walls of Jericho——這是一種對四頭肌會造成很大負荷的關節技。
這次受傷的狀況十分嚴重，Triple H接受了外科手術治療，並開始了長達8個月的復健，這也讓邪惡夫妻檔控制WWF的劇情意外的結束，更讓Triple H完全錯過了WWF與WCW兩大聯盟對抗的劇情。

#### 傷癒復出 (2002)
2002年1月7日，WWE在麥迪遜廣場花園舉辦皇家大戰，同時也讓Triple H在該賽事中復出。他被安排贏得皇家大戰的冠軍，以獲取在第18屆摔角狂熱上挑戰WWF無庸置疑冠軍頭銜的權利。2月時因為劇情走向，Triple H與史蒂芬妮·麥馬漢的婚姻關係逐漸緊張，因此史蒂芬妮假裝懷孕以騙取Triple H的關愛，原本預定兩人在Raw節目中要重新宣示愛的宣言，但是在宣誓前Triple H發現史蒂芬妮並未懷孕，於是愛宣誓典禮上當眾拋棄了史蒂芬妮。因此在第18屆摔角狂熱大賽上，他面對的是現任冠軍Chris Jericho與史蒂芬妮的搭檔，但他仍打敗了兩人，並奪下了WWF無庸置疑冠軍。之後Triple H與史蒂芬妮在2002年致命復仇賽事上正式離婚（現實生活則根本還沒結婚，兩人至2003年10月25日才正式結婚）。在維持WWF無庸置疑冠軍這個頭銜一個多月後，他在2002年爆裂震撼大賽上敗給了Hulk Hogan，同時WWE因為品牌分裂，將Triple H經由樂透抽選至SmackDown!。在移籍SmackDown!他仍繼續對抗Chris Jericho，最後兩人在2002年末日審判賽事上進行地獄鐵籠戰，Triple H贏得勝利。之後Triple H打敗了Hulk Hogan取得在2002年擂台之王大賽上挑戰送葬者的資格，但是最後挑戰失敗，送葬者成功防衛冠軍。

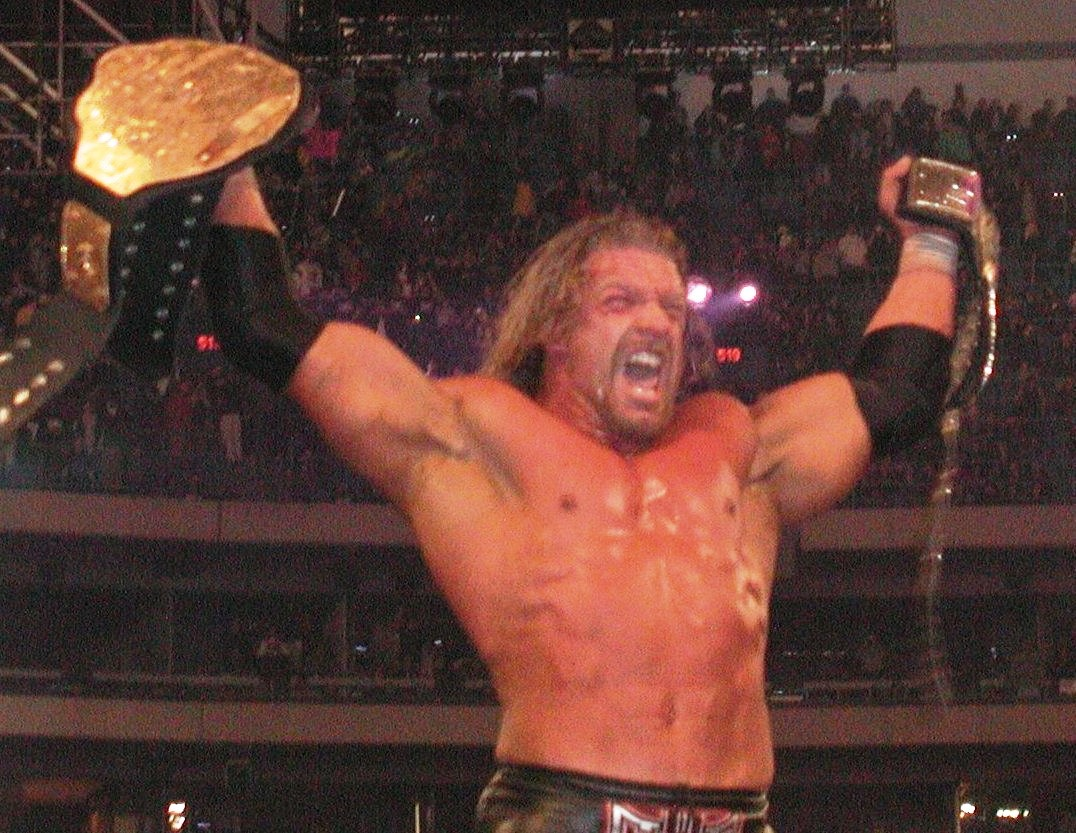
Triple H生涯高潮——在第18屆摔角狂熱上贏得無庸置疑WWF冠軍腰帶

此時，傷癒復出的尚恩·麥可加入了New World Order (nWo)，尚恩·麥可與Kevin Nash想拉攏Triple H到Raw陣營以便重組DX團隊，Triple H一開始答應，但是7月22日的DX重組儀式中，Triple H卻給了尚恩·麥可一發Pedigree，在隔週的Raw節目中他又掄著尚恩·麥可的頭去撞車窗玻璃以證明他是最強的，兩人就此決裂並開始抗爭。最後兩人在2002年的夏日衝擊大賽中進行了一場非法試合Unsanctioned Street Fight，尚恩·麥可雖然贏得比賽，但賽後卻被Triple H用大鐵鎚痛打一頓。
2002年9月2日，WWE決定重整冠軍腰帶頭銜，並讓Raw跟SmackDown!兩個品牌各自擁有同樣數量的冠軍腰帶，因此雖然Triple H打敗送葬者奪下挑戰冠軍的頭號挑戰者權利，但該冠軍頭銜已被列為SmackDown管轄之下，所以Eric Bischoff贈與Triple H他所新設的綜合WCW所有冠軍為一身的世界重量級冠軍腰帶，Triple H成為初代王者。此後他便在此冠軍爭霸戰陣線中成為絕對的存在，展露出頗具威脅性的強悍。。之後Triple H成功防衛這條腰帶直到2002年強者生存大賽，他在行刑房大戰中把腰帶輸給了尚恩·麥可。但是在隨後的世界末日大賽中他又打敗尚恩·麥可將腰帶奪回。

#### 進化論團隊時期 (2003–2005)

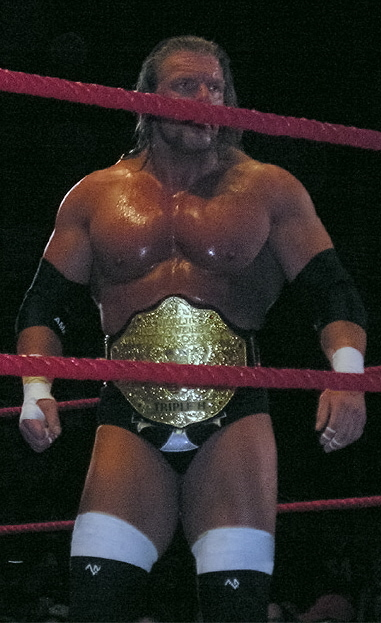
Triple H跟他的世界重量級冠軍腰帶

2003年1月，Triple H與瑞克·福萊爾、蘭迪·歐頓、巴帝斯塔組成了反派團體進化論。這個團隊活躍於2003年及2004年，全盛時期為2003年的世界末日大賽，當時所有的進化論成員都擁有一個冠軍腰帶頭銜。但新人巴帝斯塔、蘭迪·歐頓相繼受傷長期缺賽，很快地該團體就只剩Triple H和瑞克·福萊爾兩人活躍。雖說Triple H在這時期算是Raw重要的存在，但就整體來說是他聲勢下滑的時期。他的對手也大多是Scott Steiner、Booker T、Kevin Nash、Goldberg等屬粗魯型打法的前WCW時代主力選手，就算Triple H的技術再怎麼好也無法打出名勝負。
Triple H維持了幾乎一整年的重量級冠軍頭銜，直到2003年的殺無赦大賽暫時被Goldberg奪下。但在巴帝斯塔、蘭迪·歐頓傷癒歸隊後，他便在2003年的世界末日大賽Triple Threat Match中再度君臨世界重量級王座。2004年他和技巧派選手尚恩·麥可久違兩年的戰爭再度引爆，兩人在2004年皇家大戰中打了一場Last Man Standing，但結果是兩人同時數秒至10，Triple H保住了他的冠軍腰帶。
在第二十屆摔角狂熱上，他被克里斯·班瓦擊敗，失去了冠軍腰帶。並且在之後的數次冠軍腰帶挑戰賽中，Triple H都不能擊敗克里斯·班瓦奪回腰帶。Triple H在奪回王座前與尚恩·麥可產生抗爭，在2004年邪惡基因賽事上與尚恩·麥可進行地獄鐵籠戰並獲得勝利。之後他將重心轉往欺負Eugene上，並在2004年夏日衝擊大賽中痛擊Eugene，結果此時王座落入同屬進化論團隊，擊敗克里斯·班瓦的蘭迪·歐頓手中。Triple H因這件事對蘭迪·歐頓懷恨在心，便把他踢出進化論團隊。Raw的主線劇情之後便發展成進化論團隊槓上蘭迪·歐頓、克里斯·班瓦、克里斯·傑利可等正派巨星軍團的抗爭。之後在2004年的殺無赦大賽上，Triple H打敗了蘭迪·歐頓並奪回世界重量級冠軍腰帶。但是在隨後的防衛戰中，Triple H對上克里斯·班瓦與Edge (摔角手)進行三人合戰，但是無人勝出，造成世界重量級冠軍頭銜首次空置。
在2005年的重裝革命賽事中，Triple H在行刑房大戰獲勝，第10次獲得冠軍頭銜，但是在第21屆摔角狂熱上，他將此頭銜輸給了巴帝斯塔，並且於之後在爆裂震撼與致命復仇的複賽都挑戰失敗。此時他因為脖子受到輕傷，暫時退出幕前。
Triple H於2005年10月3日回到擂台上，回歸戰是與瑞克·福萊爾搭擋對抗Chris Masters與Carlito的搭擋，雖然Triple H贏了比賽，但是在比賽過後，Triple H突然間背叛了瑞克，於是他拿大鐵鎚痛毆了他一頓，開始了兩人之間的鬥爭，也正式宣告進化論團隊解散。瑞克·福萊爾在2005年的決戰星期二大戰中擊敗了Triple H，防衛了洲際盃冠軍腰帶。最後兩人在2005年的強者生存賽事中打了一場Last Man Standing，Triple H贏得比賽並結束了這段鬥爭。

#### D-Generation X 重組 (2006–2007)

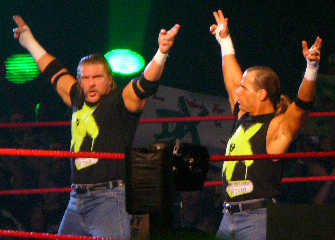
DX 重組

雖然Triple H在2006年的皇家大戰中落敗，但是他在通往摔角狂熱之路的系列賽中獲勝，因此得到了在第22屆摔角狂熱上挑戰WWE冠軍頭銜的機會。在摔角狂熱賽事上，他與John Cena在主賽事中對戰，爭奪WWE冠軍，但最後落敗於John Cena的STF。在之後舉辦的2006年爆裂震撼賽事上，他再度與Edge及約翰·希南舉行三人合戰，挑戰WWE冠軍，卻依舊失敗。一連串的敗給新生代選手讓Triple H心有不干，他拿出他的大鐵鎚痛歐了Edge及約翰·希南，並做出了DX那招牌動作"Suck It!"。在多次挑戰冠軍腰帶失敗後，Triple H將問題矛頭指向Vince McMahon，導致兩人之間開始鬥爭。
在第22屆摔角狂熱賽事上，Triple H與尚恩·麥可就各自做出了DX的挑釁動作，暗示著DX即將重組，加上劇情發展為Triple H與文斯·麥馬漢不合，於是在2006年6月12日的Raw節目中，Triple H與尚恩·麥可正式重組了D-Generation X，這同時也意味著Triple H再度轉變為正派角色 (但後來被安排處理重返反派角色的劇情)。在隨後的致命復仇大賽上，DX在2對5的不利情況下擊敗靈魂小隊，之後的幾週DX仍持續對抗文斯·麥馬漢、辛恩·麥馬漢和靈魂小隊，他們不停的打敗麥馬漢父子派來的選手，甚至在2006年的夏日衝擊大賽上直接打敗麥馬漢父子。這段抗爭的高潮是在2006年的殺無赦賽事上，由DX出戰麥馬漢父子與Big Show的組合，進行一場2對3的地獄鐵籠戰，在比賽中DX強逼文斯的臉直接塞住Big Show的股溝，最後在尚恩·麥可賞了文斯一發Sweet Chin Music後，Triple H拿出招牌武器大鐵鎚重創了文斯的肩膀，並贏得了比賽。
10月2日，DX干擾了約翰·希南對Edge的冠軍戰，妨礙Edge奪冠。這件事引起Edge極度不滿。在「排除DX」的共同目標下，Edge和蘭迪·歐頓組成新隊伍「Rated-RKO」和DX開戰。DX和Rated-RKO在2006決戰星期日上的首度大戰是由進化論團隊時代一起共謀為惡的前任Raw經理Eric Bischoff擔任特別裁判。Eric Bischoff助Rated-RKO一臂之力，最後DX因蘭迪在鐵椅上的一記RKO敗北。而在2006年強者生存大戰上，DX與Hardy Boys、CM PUNK組成Team D-Generation X，和Team Rated-RKO展開一場5對5淘汰大戰。Team D-Generation X達成此大會史上第一次5連勝橫掃對手。報了一箭之仇。
DX在2007年的重裝革命賽事上與Rated-RKO第三度對決。但不幸的Triple H在比賽進行15分鐘後就受了傷，造成大腿四頭肌斷裂（與2001年時受傷狀況相似，但是並非同一條腿），發現這個狀況的尚恩·麥可立刻攻擊裁判讓比賽無效，這個事件也讓DX與Rated-RKO的鬥爭突然中止。2007年1月9號，Triple H接受了手術治療，並宣稱治療情況良好。
Triple H在2007年的Summerslam回歸，Shawn Michaels也於不久之後回歸，DX曾於11月的Raw上短暫重組(One Night Only)，之後兩人發展各自劇情。

#### 擂台之王 (2007–2008)

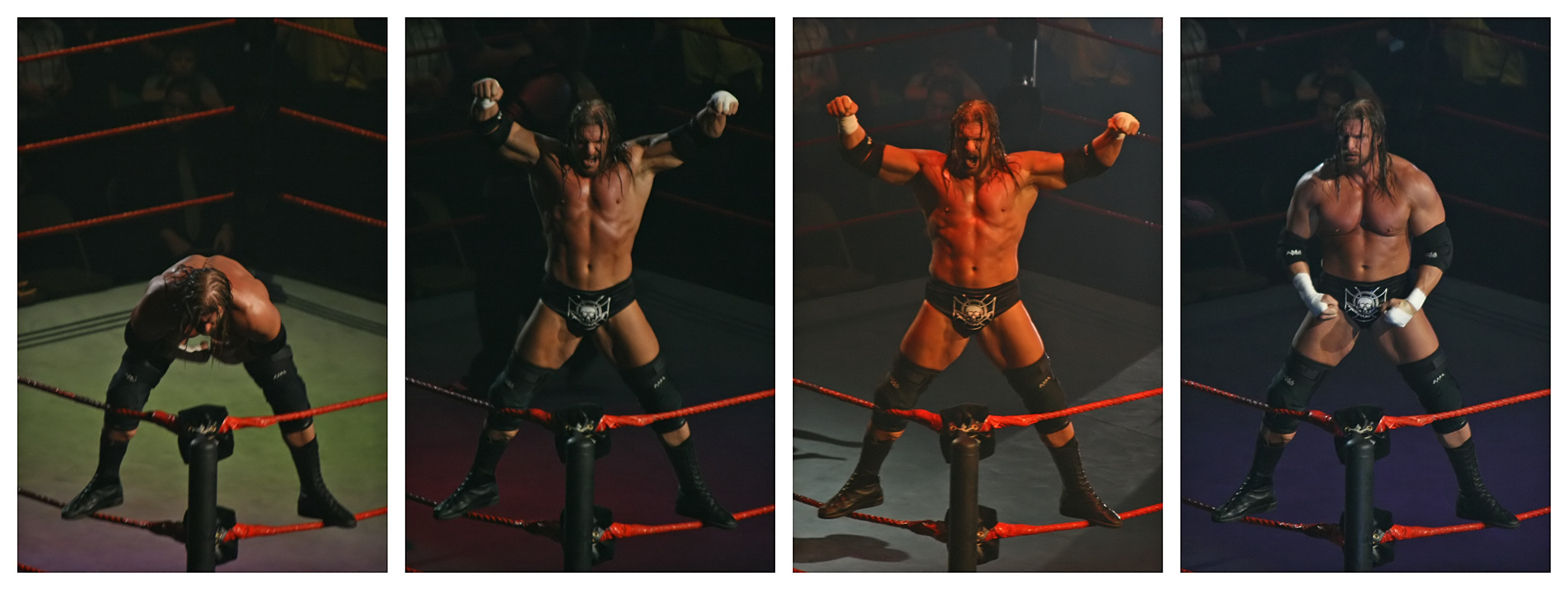
Triple H的招牌進場動作之一

2007年的夏日衝擊大賽上，Triple H重新站上幕前，他對上King Booker並且贏得比賽，接著在2007年的完全終結賽事上，他又打敗了蘭迪·歐頓，第十一次奪得WWE冠軍腰帶，但是Mr. McMahon立刻宣佈Triple H要馬上進行對Umaga的防衛戰，Triple H艱苦的取得了勝利。但隨後文斯·麥馬漢又宣佈他要再與蘭迪進行一場Last Man Standing賽事，最後蘭迪在撥報台上對Triple H使出RKO贏得比賽。Triple H在完全終結賽事上只維持了很短暫的冠軍頭銜，以時間來說，是WWE史上第4短的。在2008年的無路可逃大賽裡的行刑房大戰中，Triple H打敗了其他五名選手，取得了在第24屆摔角狂熱上挑戰WWE冠軍腰帶的權利。在第24屆摔角狂熱進行3人合戰時，Triple H對約翰·希南使出Pedigree後，被蘭迪·歐頓給偷襲，接著蘭迪壓制了約翰·希南，成功防衛了冠軍腰帶。但在一個月後的爆裂震撼賽事上，Triple H在4人合戰中打敗了蘭迪·歐頓、約翰·希南跟JBL再次奪下WWE冠軍頭銜。之後在2008年的末日審判大賽上，與同年的狂潮再起大賽中，Triple H持續的接受了蘭迪的挑戰，也都成功防衛。但是在狂潮再起大賽中蘭迪·歐頓的鎖骨受傷，這段抗爭因而就此斷然結束。

#### 移籍SmackDown (2008–2009)

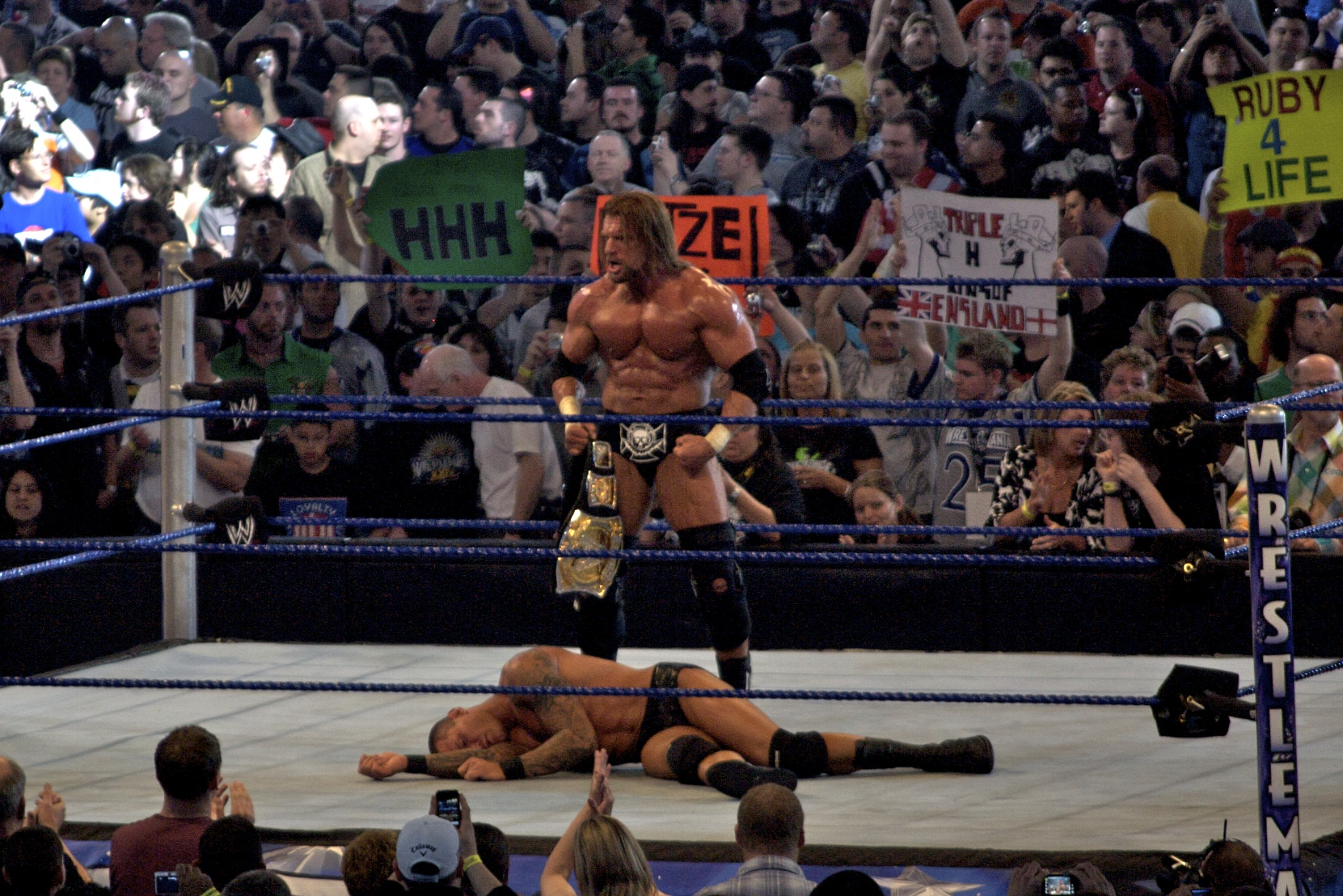
Triple H在第25屆摔角狂熱上打敗Randy Orton

2008年6月23日，Raw舉辦2008年WWE樂透，Triple H被抽選到SmackDown!，同時也帶著WWE冠軍腰帶到SmackDown!。之後他成功的防衛了Edge、The Great Khali跟傑夫·哈迪等人的挑戰，此時新出道的Vladimir Kozlov盯上了Triple H的冠軍腰帶，展開了兩人的抗爭劇情，最後在2008年的強者生存賽事上，Triple H與Edge、Vladimir Kozlov進行三人合戰，結果將頭銜輸給了Edge。2009年的無路可逃賽事中，Triple H參加了行刑室大賽，並且擊敗所有對手贏得WWE冠軍，這是他第8次贏得此冠軍頭銜，同時也超越了The Rock先前保持的7次WWE冠軍頭銜紀錄。
在2009年2月16日的Raw節目上，蘭迪·歐頓攻擊了辛恩·麥馬漢跟史蒂芬妮·麥馬漢，這時Triple H跑出來救了他們，接著在2月20的SmackDown!節目裡，Jim Ross訪問了Triple H，問他對之前在Raw發生的事有何感想，Triple H出乎意料的公開承認了他是史蒂芬妮的老公（劇情中2002年他們就離婚了），也表明文斯·麥馬漢是他岳父，接著劇情就發展為Triple H與蘭迪·歐頓之間的抗爭。之後在2月23的Raw節目中，Triple H帶著大鐵鎚衝了出來，將蘭迪·歐頓、Ted DiBiase與Cody Rhodes痛毆一頓，隨後劇情發展成Triple H跟歐頓將在第25屆摔角狂熱上對決爭奪WWE冠軍腰帶，結果Triple H贏得勝利。

#### 回歸Raw (2009–2010)
2009年WWE樂透，Triple H從SmackDown!被抽選到Raw，同時也帶著WWE冠軍腰帶到Raw。但是在2009年的爆裂震撼大賽上The Legacy團隊在3對3賽事中打敗了Triple H、辛恩·麥馬漢與巴帝斯塔的組合，造成WWE冠軍腰帶被蘭迪·歐頓奪走。賽後Triple H被放在擔架上抬出場，隔天的Raw節目則宣佈Triple H要暫時退出幕前一段時間。Triple H數次挑戰蘭迪·歐頓的WWE冠軍腰帶，但皆失敗而終。
而Triple H在夏日衝擊大賽上與尚恩·麥可重組了D-Generation X力抗Legacy，在Breaking Point大賽中意外輸給了Legacy，兩軍團的恩怨換到了下一次的地獄鐵籠大賽中，D-Generation X終於扳回一城，兩團題的恩怨也持續淡化中。
在與Legacy恩怨過後，D-Generation X把目標轉向擁有統一雙打冠軍的Chris Jericho與Big Show身上，在Bragging Rights中，Big Show在RAW隊中叛變，讓RAW隊輸掉了比賽。
而兩隊伍的恩怨延續到了TLC (桌子、梯子、椅子)大賽中近了了一場TLC比賽而D-Generation X也打破歷史拿下DX首次的雙打冠軍腰帶。
2009年8月，Triple H和Randy Orton、Ted Biase Jr.與Cody Rhodes組成的Legacy軍團發生不合，比賽屢次受到Legacy干擾，因而找回昔日老搭檔Shawn Michaels幫忙，在Summerslam時DX開著坦克車震撼出場，也宣告DX二度重組，在該大賽上也擊敗Legacy軍團。兩組人馬的恩怨持續延燒，在2009年的Bragging Rights大賽上，Triple H在賽前被Legacy攻擊，Shawn Michaels被兩人圍毆，比賽最後被兩人用角柱鎖腿而Tapped Out輸掉比賽。接下來的Hell in a Cell大賽上，Triple H在賽前也同樣被偷襲，Shawn Michaels也同樣在台上被攻擊，最後靠著Triple H用破壞剪破壞鐵龍的門入內後，成功解救Shawn Michaels，在兩人合作下，成功擊敗Legacy，也結束雙方的恩怨。
2010年的行刑室鐵籠戰大賽裡行刑房大戰中，Triple H淘汰了WWE冠軍Sheamus，使其衛冕失敗，儘管最終未能勝出。之後Triple H與Sheamus展開了抗爭劇情，兩人在第26屆摔角狂熱上對決，Triple H贏得比賽。而後兩人之間的抗爭持續到了極限規則大賽，Sheamus擊敗了Triple H，為了花時間養傷，Triple H暫時退出了幕前。

#### 零星露面和退休（2020–至今）
Triple H因心臟因素於2022年3月25日在ESPN的“First Take”談話節目上宣布退休。
2025年1月，WWE官方宣布Triple H入选2025届WWE名人堂。

## 演員生涯

### 廣告
李維斯克演出過多部廣告：與Burt Reynolds、Eddie Griffin、Jerome Bettis演出美樂淡啤酒廣告；與Anthony Michael Hall演出USA Network廣告；他也曾代言過多種健身營養品牌，例如Stacker 2跟YJ Stinger；溫蒂漢堡則推出過「Triple H漢堡」並請他參與廣告演出。

### 電影
李維斯克曾參與電影刀鋒戰士3的演出，扮演一位名叫Jarko Grimwood的吸血鬼。這是他首次在電影中擔任大配角。該電影於2004年12月8日在全美上映。日語
版的配音則是由新日本摔角的蝶野正洋擔任。在多位摔角手參與的暴力運動電影鐵男總動員亦有演出。
李維斯克也在數部WWE家庭影片中出現，包括Triple H: The Game、Triple H: That Damn Good、D-Generation-X、The New and Improved DX以及一部詳述他摔角生涯的DVDTriple H: King of Kings。

## 私生活
在與史蒂芬妮·麥馬漢結婚前，李維斯克曾與Joanie Laurer (另一名DX成員Chyna).與1996年～2000年間交往。Chyna在2000年出版的自傳「If They Only Knew」也記載這這件事。史蒂芬妮和李維斯克在2001年後才真的開始發展戀愛關係。在劇情上他在1999年11月29日與史蒂芬妮結婚，2002年7月21日離婚，但在現實生活中李維斯克與史蒂芬妮於2003年10月25日才正式結婚，2006年1月8日WWE宣佈了史蒂芬妮懷孕的消息。史蒂芬妮於懷孕期間仍繼續工作並跟著WWE團隊旅行。2006年7月24日，史蒂芬妮生下一名8磅6盎斯(3.8 kg)的女嬰，取名為Aurora Rose Levesque。2008年7月28第二個小孩出世，是一位取名為Murphy Claire Levesque的女孩。2010年，第三個小孩出世，取名為Vaughn Evelyn Levesque的女孩。
李維斯克藉由成為麥馬漢家族的一員成為WWE的幹部，也能參與製作節目的行列，更是後台的更衣室大佬，握有絕大的權力。Triple H雖很照顧後進，但要是被他討厭並說『我不想和這傢伙打』在WWE就等於沒機會出頭天了。反過來說，不論任何形式只要能在節目中和Triple H有所牽連，就代表他想給人機會出頭。也因此Triple H經常遭到離開WWE的選手們批評處事不公。
2004年末，李維斯克出版了一本名叫Making the Game: Triple H's Approach to a Better Body.的書，內容主要在指導人們如何健身，但其中也包含了一些自傳，回憶錄的內容。

## 摔角場上的表現

### 終結技及招牌技
- Inverted Indian deathlock – WCW;[94]used occasionally as a regular move in WWE[8]

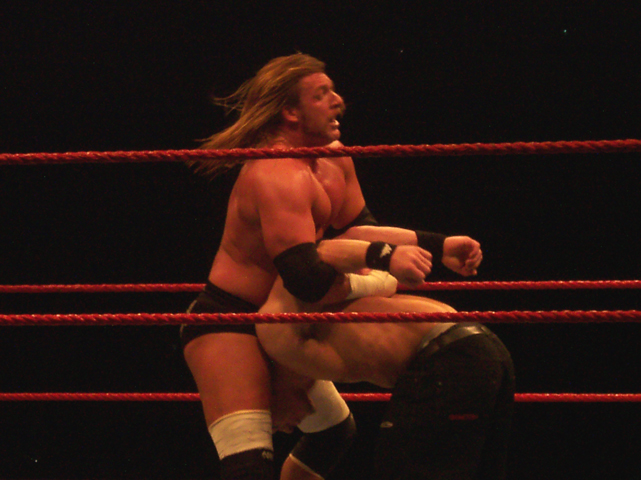
終結技Pedigree

- Pedigree[7](Double underhook facebuster)

這是一種摔角招式。正式名稱為鎖雙臂顏面粉碎技，以鎖雙臂後拋摔的起手式，將對手的頭夾在Triple H兩膝之間後稍微往後跳起用膝蓋將對手的臉砸向擂台。對手的雙手和頭都被固定住不可能受身，讓吃到此招的對手在束手無策的情況下臉部直接撞向擂台，造成昏迷。他在對麥馬漢家族、節目主持人、播報員等非正規選手使用這招時都會採用起跳後把手放開，讓對手能夠受身的「放水型Pedigree」。
這招的創始人即為Triple H，據說是他在殺人魔科沃斯基的道場擔任練習生時，看到其他練習生在練習賽中使出鎖雙臂後拋摔失敗讓對手的額頭撞到地板後得到啟發。招式名代表著「高貴的血統」，這也是他在以法國貴族角色闖蕩時帶來的印象。日本選手迪克東鄉也以此為得意技。
這招在2008年時被觀眾票選為WWE史上25大終結技的第5名。
- Pedigree Pandemonium (ダイヤモンド・カッター)[96]– 1995
- Abdominal stretch[8]
- Chop block
- Facebreaker knee smash,[97]as a back body drop counter
- Falling neckbreaker[8]
- Figure four leglock[8]
- Flowing DDT[8]
- High knee strike[8]
- Jumping knee drop
- Running clothesline[8]
- Sleeper hold[8]
- Spinning spinebuster[8]

### 專用武器
- 大鐵鎚

### 經紀人
- Chyna
- 瑞克·福萊爾
- Mr. Hughes
- Mr. Perfect
- 史蒂芬妮·麥馬漢
- 文斯·麥馬漢
- 尚恩·麥可
- Lord Steven Regal

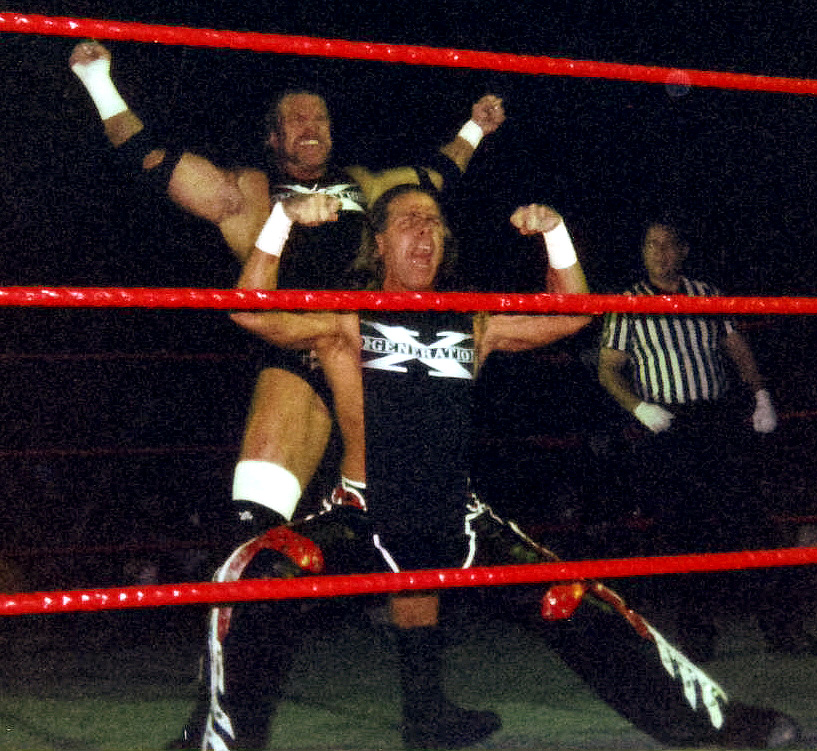
Triple H和尚恩·麥可做出招牌DX動作

- "Ravishing" Rick Rude
- Sable

### 著名動作與口號
- "Suck it"

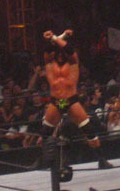
DX的"X"

- 站在尚恩·麥可身後展現肌肉，做出招牌DX動作
- 雙手交叉做出DX的"X"
- 進場時表演在嘴裡含礦泉水並往上噴出

### 外號
- "The Connecticut Blueblood"[5]
- "The Cerebral Assassin"[6]
- "The Game"[1]
- "The King of Kings"[6]

### 進場配樂
- "Road Master" by WCW productions
- "Blue Blood" by Jim Johnston
- "Symphony No. 9 (Fourth movement)" by Ludwig van Beethoven
- "Break It Down" by The DX Band (Theme for D-Generation X)
- "The Kings" by Run-D.M.C. (Remixed theme for D-Generation X)
- "My Time" by The DX Band
- "The Game" by Drowning Pool
- "The Game" by Motörhead (Used for matches)
- "Line in the Sand" by Motörhead (Theme for Evolution)
- "King of Kings" by Motörhead (Used for promos)
- "The Game (with King of Kings intro)" by Motörhead

## 特殊事項
- 進場時司儀會介紹他是來自「康乃狄克州格林威治」，這是從Triple H扮演類似貴族的角色時代遺留下來的。
- Triple H長年以來是英國搖滾團體「Motörhead」的樂迷。他的入場曲"The Game"、Evolution的入場曲"Line in the Sand"以及新入場曲"The King of Kings"都是這個樂團的作品。
- Triple H在某個雜誌的採訪中說他的風格是模仿AWA的帝王Nick Bockwinkel。
- 根據Triple H演出的廣告顯示的資料，他的手臂粗56公分、腿71公分、胸圍142公分、腰圍89公分。
- 2000年Triple H被選為PWI500的第一名（ProWrestlingIllustrated雜誌所選出的前500名摔角手）。
- 2001年獲得雙打冠軍後，Triple H繼Shawn Michaels成為WWF第二位達成大滿貫（奪下所有重量級冠軍頭銜）的選手。（他奪下的王座有歐洲冠軍、洲際盃冠軍、WWF重量級冠軍、WWF雙打冠軍）
- 2004年"Superstar" Billy Graham獲選進入WWE名人堂時，Triple H擔任授予他盾牌的職務。
- 2011年被董事會任命為COO，因為被2個已開除的選手鬧場所以目前職位難保（已被選手團和裁判團提出不信任案）

## 冠軍頭銜及成就

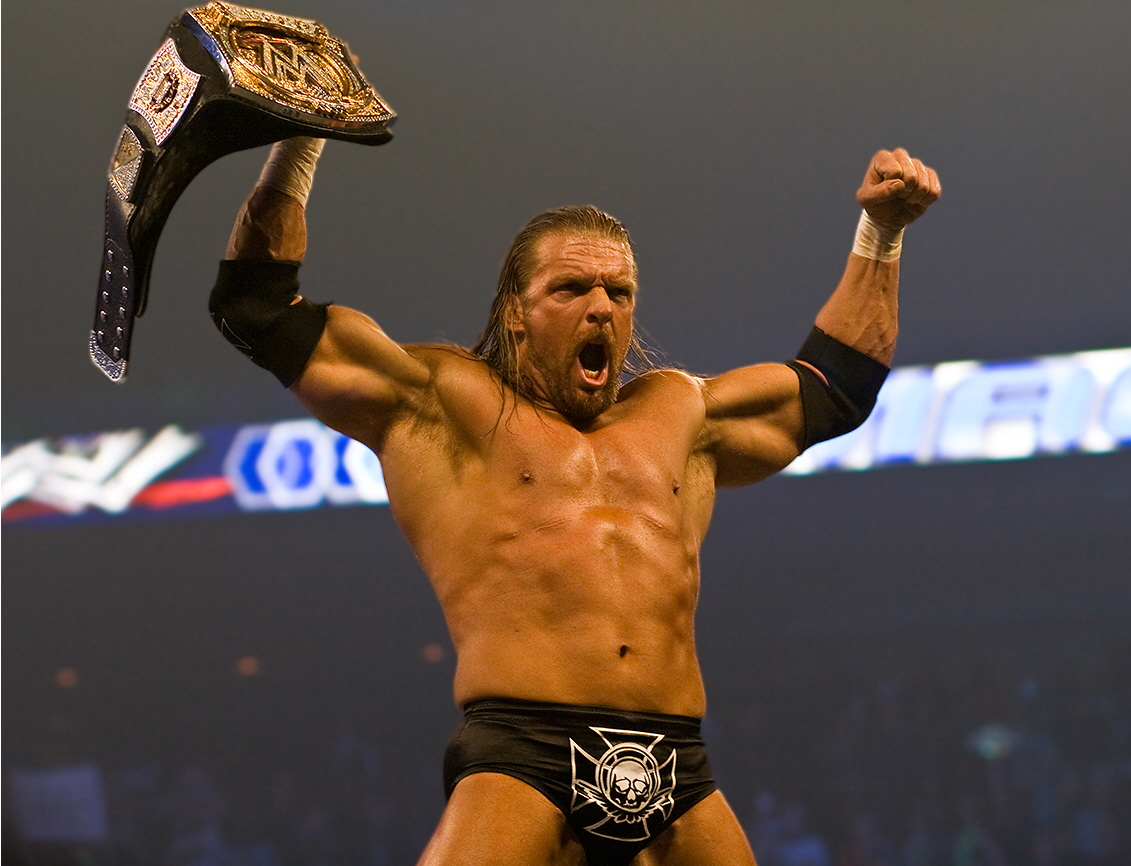
Triple H奪得WWE冠軍時的照片

### 獨立摔角聯盟
- IWF 重量級冠軍 (1 次)[4]

### 職業摔角畫刊（PWI）
- PWI 年度最佳鬥爭劇情 （2000年）[98]vs. Kurt Angle
- PWI 年度最佳鬥爭劇情 （2004年）[98]vs. 克里斯·班瓦
- PWI 年度最佳試合 （2004年）[99]vs. 尚恩·麥可 and 克里斯·班瓦 at 摔角狂熱XX（英语：WrestleMania XX）
- PWI 最痛恨的摔角手 （2003年–2005年）[100]
- PWI 500名知名摔角手中的第一位 （2000年）[101]
- PWI 年度最佳摔角手 （2008年）

### 世界摔角娛樂
- WWE冠軍 （9次）[102]
- WWE歐洲冠軍 （2次）[103]
- WWE洲際冠軍 （5次）[104]
- 世界雙打冠軍 （2次） – 與 Stone Cold Steve Austin (1) [39]Shawn Michaels (1)
- 世界重量級冠軍 （5次）[105]
- WWE雙打冠軍（1次） – 與 Shawn Michaels
- 擂台之王 （1997年）[7]
- 皇家大戰優勝（2次，分別為2002年和2016年）[106]
- 第二位世界摔角娛樂冠軍大滿貫得主
- Slammy Award for Best Hair （1997 Slammy Awards）
- 第七位世界摔角娛樂三冠王

### 摔角觀察報獎項
- 年度最佳鬥爭劇情 (2000年) vs. Mick Foley
- 年度最佳鬥爭劇情 (2004年) vs. 尚恩·麥可 and 克里斯·班瓦
- 年度最佳鬥爭劇情 (2005年) vs. Batista
- Most Overrated (2002–2004)
- 讀者最不喜歡的摔角手 (2002年、2003年)
- 年度最差鬥爭劇情 (2002年) vs. Kane
- 年度最差鬥爭劇情 (2006年) with 尚恩·麥可 vs. Shane and Vince McMahon
- 年度最差試合 (2003年) vs. Scott Steiner at No Way Out
- 年度最差試合 (2008年) 2008年強者生存對戰 Vladimir Kozlov and Edge
- 年度最佳摔角手 (2000年)
- 摔角觀察報名人堂 (2005年進入)

1Triple H's fifth reign was as WWF Undisputed Champion.